# Oxypetalum habrogynum
Oxypetalum habrogynum là một loài thực vật có hoa trong họ La bố ma. Loài này được Farinaccio mô tả khoa học đầu tiên năm 2002.